# ワイプラザ鯖江
ワイプラザ鯖江（ワイプラザさばえ）は、福井県鯖江市有定町にある株式会社ヤスサキが展開するショッピングセンターである。正式名称は「パワーシティ 鯖江ワイプラザ」。

## 概要
2004年11月開業。グルメ館、ワイホーム、ファッションプラザが併設している。西鯖江駅から約300ｍ（徒歩約7分）に位置するため、アクセスはよい。鯖江市の大型店は国道8号に集中するなかで唯一、中心部周辺に位置する。鯖江市の観光地である鯖江市西山動物園に近い。

## 店舗需要
- 建物構造 地上1階建て。屋上が駐車場となっている。
- 営業時間（グルメ館） 9:30 - 22:001[1]
- 営業時間（ワイホーム）9:00〜21:00[2]
- 営業時間（ファッションプラザ）9:30〜21:00[3]

## テナント
- Yasusaki グルメ館[1]
- ファッション館 (衣料)[3]
- ワイホーム（ホームセンター）[2]
- ゲームコーナー
- 100円ショップポピア
- ワンBOX
- ヤングドライ
- カットコムズ
- チャンスセンター
- アンジェトロア

## アクセス
公共交通機関
- コミュニティバス：つつじバス「嚮陽会館」バス停下車、徒歩すぐ
- 鉄道：福井鉄道福武線「西鯖江駅」下車、徒歩約7分

自動車
- E8 北陸自動車道「鯖江IC」より約3km

## 周辺
- マクドナルド 西鯖江店
- ハローワークプラザさばえ
- カレーハウスCoCo壱番屋 鯖江有定町店
- ローソン 鯖江有定町店
- Ｓ．Ａ．Ｓ．Ｃインドアテニススクール
- タベルナ・ソリッゾ
- すし処よかろ
- 福井県民生活協同組合 ハーツさばえ店
- 鯖江市鯖江中学校
- クスリのアオキ 小黒店
- 鯖江市 小黒町児童センター
- 鯖江市西山動物園